# Georgios Souleidis
Georgios Souleidis (griechisch Γιώργος Σουλεϊδης, * 6. Juli 1972 in Hagen) ist ein in Deutschland lebender Schachspieler im Rang eines Internationalen Meisters, der ursprünglich für den Deutschen Schachbund spielte und seit Juli 2000 für den griechischen Schachverband antritt. Eine größere Bekanntheit erlangte Souleidis ab dem Frühjahr 2020 als Webvideoproduzent durch seinen YouTube-Kanal und das Streaming auf Twitch.

## Leben

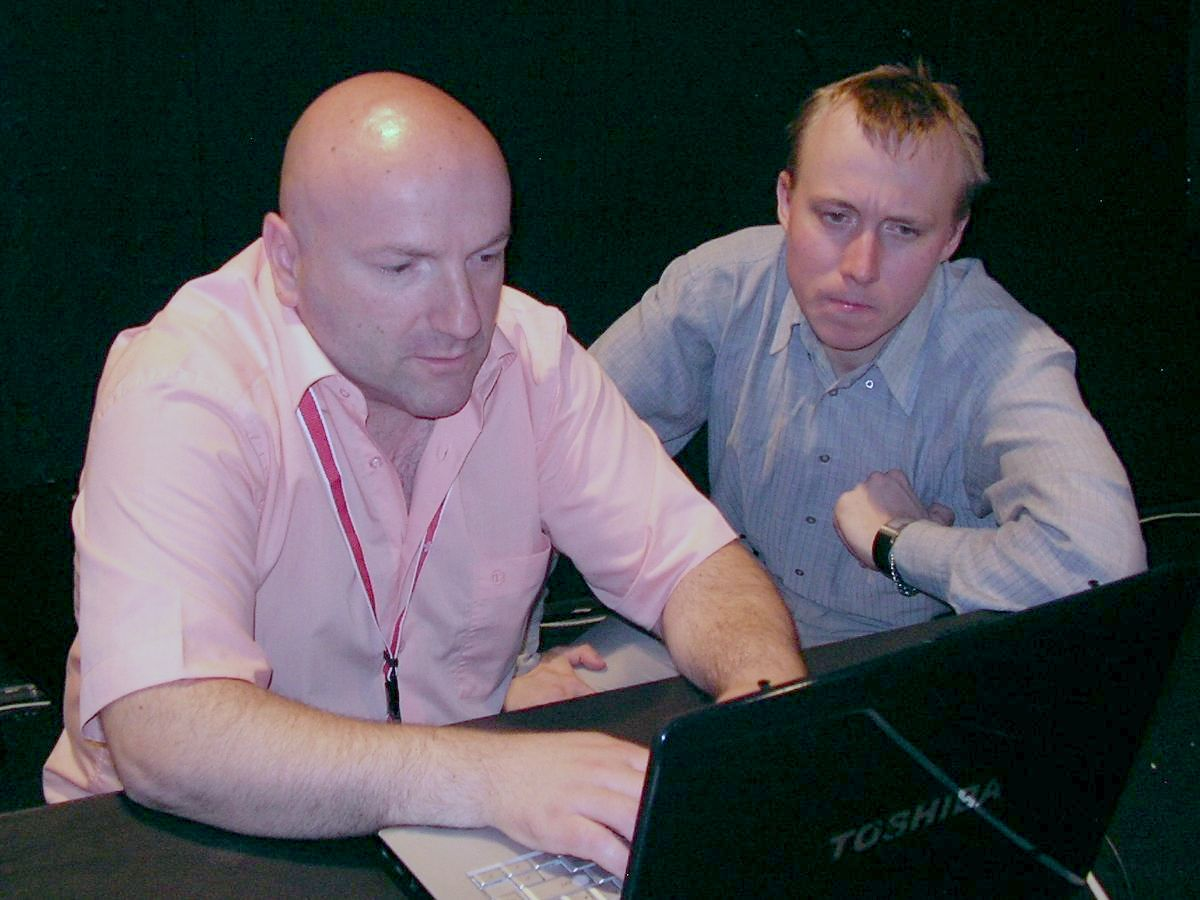
Georgios Souleidis, 2010 zusammen mit Ruslan Ponomarjow im Pressezentrum der Dortmunder Schachtage

Souleidis’ Eltern sind gebürtige Griechen und kamen in der Region um Sparta zur Welt. Georgios Souleidis besuchte das Rahel-Varnhagen-Kolleg in Hagen. Er studierte Publizistik und Kommunikationswissenschaft an der Ruhr-Universität Bochum. Das Studium schloss er 2007 ab.

## Karriere
Souleidis war neben seiner Tätigkeit als Schachspieler und -trainer zusätzlich als Journalist und Autor aktiv. Er arbeitete als verantwortlicher Redakteur des Internetauftritts der deutschen Schachbundesliga und veröffentlicht Artikel zum Thema Schach unter anderem für den Spiegel und die Deutsche Presse Agentur. Er betrieb den Blog entwicklungsvorsprung.de, der in den späten 2000er-Jahren der populärste Schachblog in deutscher Sprache war, und schrieb eine regelmäßige Schachkolumne auf dem Portal derwesten.de.
Im Dezember 2018 eröffnete Souleidis seinen YouTube-Kanal mit dem Namen „The Big Greek“ (Der große Grieche), auf dem er Basiswissen, Taktiken und Analysen von Großmeisterpartien vorstellt. In seinen täglich erscheinenden Videos berichtet er häufig über aktuelle Ereignisse im Schach, z. B. über derzeit laufende Schachturniere. So informierte er seine Zuschauerschaft unter anderem auch über die Schachweltmeisterschaft, die im April 2023 stattfand, indem er jede der gespielten Partien analysierte. Er und sein YouTube-Kanal erreichten ab dem Frühjahr 2020 vermehrt Aufmerksamkeit, nachdem die COVID-19-Pandemie und die zu dem Zeitpunkt erschienene Netflix-Serie „Das Damengambit“ zu einem großen Popularitätsanstieg des Schachspiels führten. Der Kanal zählt mittlerweile 150.000 Abonnenten und wurde über 50 Millionen Mal aufgerufen (Stand August 2024), womit er der erfolgreichste deutschsprachige Schachkanal auf der Plattform ist. Sein Video „Die goldenen Eröffnungsregeln“, in dem er Schachanfängern die wichtigsten Eröffnungsregeln erklärt, ist mit über 1,9 Millionen Aufrufen das erfolgreichste Video eines deutschsprachigen Schachkanals (Stand August 2024). Aufgrund dieser Erfolge ist Souleidis nach eigenem Bekunden hauptberuflich Webvideoproduzent für Schach und hat alle anderen beruflichen Tätigkeiten beendet.
Seit September 2020 betreibt Souleidis einen zweiten YouTube-Kanal („The Big Greek Gaming & Reactions“, mittlerweile umbenannt in „The Big Greek Highlights“), auf dem er sowohl Ausschnitte aus seinen Streams verwertet als auch Inhalte ohne schachlichen Bezug zeigt.
Auf dem im Mai 2021 eröffnete dritten YouTube-Kanal („The Big Greek Shorts“) veröffentlicht er die Lösungen von täglichen Matträtseln in kurzen Videos von weniger als einer Minute Länge.
Seit dem Frühjahr 2020 streamt Souleidis zusätzlich mehrfach pro Woche auf dem Live-Streaming-Portal Twitch. In seinen Streams spielt er über die Online-Schachplattform Lichess und Chess.com gegen andere User, veranstaltet Turniere und kommentiert laufende Wettbewerbe. Gelegentlich arbeitet er dabei mit dem Großmeister Niclas Huschenbeth zusammen, der auf YouTube einen ähnlichen Kanal mit einer etwas geringeren Anzahl von Abonnenten betreibt. Seit Mai 2022 kooperiert er unter anderen auch mit der Plattform Chess.com, auf der er beispielsweise regelmäßig jeden Dienstag am sogenannten „Titled Tuesday“ teilnimmt und gegen andere Titelträger antritt.
Anfang 2024 gab Souleidis eine Partnerschaft mit der Schach-Plattform Chessemy bekannt, die seither auch als „Chessemy - The Big Greek Academy“ firmiert.

## Erfolge
Georgios Souleidis trägt seit 1999 den Titel Internationaler Meister. Die Normen hierfür erzielte er in der NRW-Oberliga 1998/99, dem IBIS Masters 1998 in Gelsenkirchen sowie dem M-Open 1999, ebenfalls in Gelsenkirchen. Mit seiner Elo-Zahl belegt Souleidis im Oktober 2023 den 20. Platz der griechischen Elo-Rangliste.
In den Jahren 1990, 1995 und 1999 wurde er Stadtmeister von Wetter an der Ruhr, ebenfalls 1999 gewann er die offene Stadtmeisterschaft von Oberhausen. Im Juni 1992 gewann er das 2. Internationale Open in Kleve, im Juni 1993 das Turm-Open in Lippstadt-Bad Waldliesborn. Im April 2008 siegte er beim Oster Open in Oberhausen.
In der deutschen Schachbundesliga spielte er bis 2009 für die Sportfreunde Katernberg, bei denen er seit dem Jahr 1999 Mitglied war, und wechselte dann zum SV Wattenscheid. Seit 2013 spielt er für die zweite Mannschaft des Hamburger SK in der 2. Bundesliga. Vorher spielte er beim SVG Ruhrtal Wetter, dann bei der SG Bochum 31, dem SK Herne Sodingen, Turm Duisburg und erneut Ruhrtal Wetter. Am European Club Cup 2003 in Rethymno nahm er am dritten Brett der griechischen Mannschaft Kydon SC Blue Star Ferries Chania teil. Mit dem Verein aus Kreta gewann er sechsmal die griechische Mannschaftsmeisterschaft, und zwar in den Jahren 2000 bis 2004 sowie 2006. 2009 wechselte er zu S. A. S. Koropi. Vereinsschach spielte er auch in Spanien, während eines einjährigen Studienaufenthalts in Madrid für La Casa de Ajedrez, mit denen er die Madrider Vereinsmeisterschaft gewann und später für Servigar Binissalem, mit denen er Balearen-Meister wurde. In der niederländischen Meesterklasse spielte er von 2004 bis 2006 für ESGO Enschede und von 2006 bis 2008 für Homburg Apeldoorn. In Frankreich spielte er seit 2006 für die zweite Mannschaft von Metz Fischer.

## Neuerung
|   | a | b | c | d | e | f | g | h |   |
| 8 |   |   |   |   |   |   |   |   | 8 |
| 7 |   |   |   |   |   |   |   |   | 7 |
| 6 |   |   |   |   |   |   |   |   | 6 |
| 5 |   |   |   |   |   |   |   |   | 5 |
| 4 |   |   |   |   |   |   |   |   | 4 |
| 3 |   |   |   |   |   |   |   |   | 3 |
| 2 |   |   |   |   |   |   |   |   | 2 |
| 1 |   |   |   |   |   |   |   |   | 1 |
|   | a | b | c | d | e | f | g | h |   |

Stellung nach 11. … Tf8–e8
Eine wegen einer Neuerung Souleidis’ in der Abtauschvariante der Tschigorin-Verteidigung für den Schachinformator ausgewählte Schachpartie, die er in der ersten Runde des Club Cups 2003 gegen den georgischen Großmeister Merab Gagunaschwili spielte, wurde vor allem von Viktor Kortschnoi und Michail Gurewitsch als eine der schönsten Partien des Informators 89 geschätzt.
Der Turmzug 11. … Tf8–e8 bereitet den überraschenden Läuferzug 12. … Lc8–f5 vor. Der weiße Bauer auf e4 kann den Läufer nicht schlagen, da sonst Sf6–d5 mit Partieverlust droht. Souleidis gewann gegen den fast 200 Elo-Punkte stärker eingeschätzten Großmeister:
1. d2–d4 d7–d5 2. c2–c4 Sb8–c6 3. c4xd5 Dd8xd5 4. e2–e3 e7–e5 5. Sb1–c3 Lf8–b4 6. Lc1–d2 Lb4xSc3 7. b2xLc3 Sg8–f6 8. f2–f3 0–0 9. e3–e4 Dd5–d6 10. Ld2–e3 e5xd4 11. c3xd4 Tf8–e8 12. Dd1–d2 Lc8–f5 13. Lf1–e2 Lf5xe4 14. f3xLe4 Sf6xe4 15. Dd2–b2 Se4–g3 16. h2xSg3 Te8xLe3 17. 0–0–0 Sc6–b4 18. Le2–c4 b7–b5 19. Lc4xf7+ Kg8xLf7 20. Db2–f2+ Dd6–f6 (die weiße Dame kann den ungedeckten Turm auf e3 nicht nehmen wegen … Df6–c6+) 21. Df2xDf6+ Kf7xDf6 22. Td1–f1+ Kf6–g6 23. Sg1–f3 h7–h6 24. Sf3–h4+ Kg6–h7 25. Tf1–f7 Te3xg3 26. Tf7xc7 Ta8–f8 27. Tc7xa7 Tf8–f2 28. Kc1–b1 Sb4–d5 29. Kb1–a1 b5–b4 30. Ta7–a5 Tg3–a3. 0–1 Gagunaschwili gab auf.

## Veröffentlichungen
- Mit Bernard Verfürden und Sebastian Siebrecht: Die stärkste Liga der Welt. Analysen – Berichte – Statistiken. Deep Chess, Ratingen 2007, ISBN 978-3-00-021220-8.
- „Ich wollte immer schreiben“. In: KARL, 27, 2010, 2, S. 46–53.
- Mit Karsten Müller: Winning with the Slow (but Venomous!) Italian. New in Chess, Alkmaar 2016, ISBN 978-90-5691-674-9.
  - Deutsche Ausgabe: Italienisch mit c3 und d3 - solide und giftig. Joachim-Beyer-Verlag, Eltmann 2017, ISBN 978-3-95920-056-1.
- Mit Dirk Sebastian: TP Chess Puzzle Book 2016. Thinkers Publishing, Nevele 2017, ISBN 978-94-92510-10-5.
- Die Offenen Spiele - Ein ausführlicher Überblick. ChessBase DVD, Hamburg 2019, ISBN 978-3-86681-679-4.